# アレクサンドル・ドラグノフ
アレクサンドル・アレクサンドロヴィチ・ドラグノフ（Александр Александрович Драгунов、英語: Aleksandr Aleksandrovich Drogunov、1900年3月6日（ユリウス暦2月21日） - 1955年2月21日）は、ソビエト連邦の言語学者。
中国では竜果夫(Lóngguǒfū)と呼ばれる。中国語の音韻史・文法・方言・ラテン文字表記のほか、研究範囲は非常に広い。

## 経歴
1900年、サンクトペテルブルク生まれ。レニングラード大学（現サンクトペテルブルク大学）を卒業し、同大学の教授となった。ドラグノフの妻（エカテリーナ・ニコラエヴナ・ドラグノヴァ、竜果娃、1901-1964）も中国語学者であり、夫婦での共著も多い。

## 研究内容・業績
ドラグノフの業績は多方面にわたる。
中国語の音韻史に関しては、中古音の咍灰覃韻の主母音をベルンハルド・カールグレンらが â ([ɑ]) としたのに反対して、これを [ə] に近い音に修正する案を示した。
- “Contribution to the Reconstruction of Ancient Chinese”. T'oung Pao 26 (1):  1-16. (1928).

ドラグノフはパスパ文字やペルシャ文字資料を使って元朝の中国語の音を研究した。また、西夏文字文献も研究した。
- “The hP'ags-pa Script and Ancient Mandarin”. Известия Академии Наук СССР, отделение гуманитарных наук 9,11:  627-647,775-799. (1930).
- “A Persian Transcription of Ancient Mandarin”. Известия Академии Наук СССР, отделение общественных наук 7:  359-375. (1931).

チベット語の音韻史の研究も行った。
- “Voiced Plosives and Affricates in Ancient Tibetan”. 中央研究院歴史語言研究所集刊 7 (2):  165-174. (1936).
- “Особенности фонологическои системы древнетибетского языка”. Записки Института востоковедения Академии Наук СССР 7:  284-295. (1939).

ドラグノフ夫妻は湖南省の湘潭・湘郷方言を研究して、湘語を当時のいわゆる中国語五大方言区から独立した第六の方言区とした。
- “Диалекты Сянтань и Сянсян (Хунань) -- к латинизации диалектов Центрального Китая”. Известия Академии Наук СССР, отделение гуманитарных наук 7:  239-269. (1932).

ドラグノフ夫妻は1930年代以降ドゥンガン語を研究した。
- Dragunow, Aleksander und Katharina (1936). “Über die dunganische Sprache”. Archiv Orientální 8 (1):  34-48.

橋本萬太郎による日本語訳「東干語について」（『中国語学』220、1974年）あり。
- “Исследования в области дунганской грамматики 1. категория вида и времени в дунганском языке (диалект Ганьсу)”. Труды Института востоковедения Академии Наук СССР 27. (1940).

ドラグノフはドゥンガン語のラテン文字による正書法の制定に参加した。また、ラテン化新文字の制定にもかかわった。
中国語文法に関する主著は1952年の『現代中国語文法の研究』である。この著作でもドゥンガン語を頻繁に利用している。また、ミュリー神父による熱河方言の研究を利用している。
- Исследования по грамматике современного китайского языка, 1. Часть речи. Москва - Ленинград: Издательство Академии Наук СССР. (1952)

『現代漢語語法研究』の題で中国語に翻訳されている。日本では橋本萬太郎により一部分が日本語訳されている。（『中国語学』1957）
「中国民族語の音節構造」は没後に発表された（夫婦での共著）。
- “Структура слога в китайском национальном языке”. Советское востоковедение 1. (1955).

橋本萬太郎による紹介あり（『中国語学』55、1956年）。
『現代中国語口語の文法体系』は第二次世界大戦中の1941年に書かれたものだが、ドラグノフの没後、教え子のセルゲイ・ヤホントフによって編集出版された。
- Грамматическая система современного китайского разговорного языка. Ленинград: Издательство Ленинградского Университета. (1962)

中国語文法研究においてもドゥンガン語の資料を大いに活用した。